# Arthur Heinrich Sprecher von Bernegg

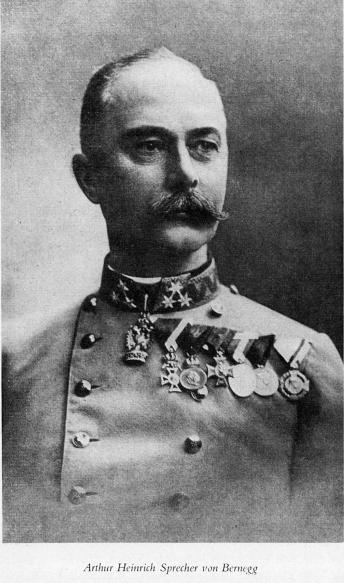
Undatiertes Photo

Arthur Heinrich Sprecher von Bernegg (* 22. August 1852 in Chur; † 2. Oktober 1912 in Pressburg) war ein Schweizer General der Infanterie in österreichisch-ungarischen Diensten. Er war Kommandierender General in Pressburg, k.u.k. Geheimer Rat, Kämmerer und Oberstinhaber des k.u.k. Infanterieregimentes Nr. 48.

## Leben

### Herkunft
Ein Ahne, Johann Andreas von Sprecher trat in holländische Dienste und starb als Oberstleutnant im Bündner Regiment Schmid zu Maastricht. Dessen Sohn Jakob (1756–1822) wurde 1812 General und Inhaber des holländischen Infanterie-Regimentes Nr. 31, das hinfort den Namen «von Sprecher» trug. Er vermählte sich 1807 mit Dorothea Sprecher (1772–1835), der Tochter des Landammann Anton Herkules Sprecher. Der ältere Sohn Anton Hercules Freiherr Sprecher von Bernegg (* 1809) wurde Landammann des Hochgerichts Maienfeld und heiratete 1839 Clara Emilia (1815–1852), Tochter des Podestaten Lucius Bazzigher von Vicosoprano und dessen Frau Katharina von Stampa. Dieser Ehe entstammte der spätere Schweizer Generalstabschef Theophil (1850–1927). Der jüngere Sohn Johann Andreas Sprecher von Bernegg (1811–1862) wurde Kommandant des 2. eidgenössischen Bataillons. Er heiratete Barbara († 1856), die Tochter des Bürgermeisters Christoph von Albertini und seiner Frau Ursula Elisabeth Gugelberg von Moos. Johann Andreas und Barbara hatten sechs Kinder, darunter Hermann (1843–1902), Arthur Heinrich (1852–1912) und Anton Adolf Christoph (1849–1915), letzterer studierte ab 1869 in Göttingen und Leipzig Rechtswissenschaften und trat dann in den preussischen Staatsdienst ein.

### Jugend
Arthur Heinrich verlor erst vierjährig 1856 seine Mutter Barbara, sein Vater löste darauf den Haushalt auf. Arthur kam mit seinem Bruder Anton Adolf in die Obhut des Onkels und Landammanns Anton Hercules Sprecher nach Maienfeld, wo die Primarschule besucht wurde. Als der Oheim 1862 nach Lausanne übersiedelte, kam Arthur bis 1865 in die Jugendanstalt nach Schiers. Darauf besuchte er das Gymnasium Ecole moyenne in Lausanne, wo sich bereits sein starkes militärisches Interesse offenbarte. Die Achtung vor dem kaiserlichen Heer, sowie der Umstand, dass sein Oheim mütterlicherseits, Ulysses von Albertini, bereits in der österreichischen Armee diente, veranlassten Arthur ebenfalls zum Eintritt.

## Militärische Laufbahn
Am 22. November 1868 liess sich Arthur freiwillig beim Infanterieregiment Nr. 4 Hoch- und Deutschmeister einschreiben, am 1. Oktober 1868 wurde sein Gesuch bewilligt. Seine evangelisch-helvetische Konfession und die Heimatzuständigkeit für Chur behielt er auch als österreichischer Soldat zeitlebens bei. Am 23. November 1868 rückte er in die Garnison nach Ragusa ein, wo bereits sein Onkel Albertini als Oberstleutnant diente. Zur militärischen Grundausbildung kam er auf die Kadettenschulen nach Zara und im folgenden Jahr nach Graz. Am 1. November 1870 zum Regiment Hoch- und Deutschmeister zurückgekehrt, liess er sich zur Kavallerie versetzen und wurde am 1. Februar 1871 zum Uhlanen-Regiment Nr. 10 Graf Clam-Gallas nach Maria Theresiopel transferiert. Seit 1. November 1871 wurde er Leutnant, von 1874 bis 1875 absolvierte er die Brigadeoffiziersschule mit vorzüglichem Erfolg und wurde am 1. November 1876 zum Oberleutnant befördert. Diese Zeit verbrachte Sprecher in verschiedenen ungarischen Garnisonen, wie Debreczin, Nyíregyháza und Eperies. Die Kriegsschule in Wien, welche er vom 1. Oktober 1877 bis 30. Oktober 1879 besuchte, absolvierte er mit gutem Erfolg, worauf die Aufnahme in den Generalstab erfolgte.
Als Generalstabsoffizier diente er bei den Kavalleriebrigaden 14 und 18 in Agram und Fünfkirchen. 1881 wurde er zum Hauptmann I. Klasse im Generalstabskorps ernannt und zur 20. Infanterietruppendivision nach Esseg später zum Generalkommando des XV. Korps nach Sarajewo kommandiert. Im Mai 1883 kehrte er nach Wien zurück, wo er für drei Jahre im Telegraphenbüro des Generalstabes diente. Danach diente er unter Belassung seiner Funktion im Generalstabskorps als Eskadronskommandant im Husarenregiment Nr. 2 Großfürst von Rußland dessen Garnison in Heldsdorf bei Kronstadt lag. Die Prüfung zum Major im Generalstab wurde bestanden, nach zwei weiteren Jahren Dienst verliess er Siebenbürgen. 1891 wurde er in die Militärkanzlei Seiner Majestät befohlen. Im engen Gefolge des Vorstandes der kaiserlichen Militärkanzlei, General der Infanterie Arthur Freiherr von Bolfras, begleitete man den Kaiser bei Reisen an den Berliner Hof und bei den deutschen Manövern in Stettin. Sprecher wurde am 1. November 1892 zum Oberstleutnant und 1895 zum Oberst befördert.
1896 schied Sprecher aus dem Hofdienst und übernahm die Führung des 4. Bataillons des Infanterieregiment Nr. 71 in Wien. Es war nur eine kurze Zeit der Erholung im Exezierdienst, denn am 3. Juni 1897 übernahm er das Kommando über das Infanterie-Regiment Nr. 99, das im mährischen Klosterbruck bei Znaim in Garnison lag, damit schied Sprecher endgültig aus dem Generalstabskorps aus. Das Jahr 1901 brachte Sprecher die Verleihung der Würde des Kämmerers durch Seine Majestät sowie am 1. Mai 1901 die Ernennung zum Generalmajor und das Kommando über die 28. Infanterie-Brigade in Ödenburg. Im Juni 1905 trat Sprecher seinen neuen Posten als Kommandant der 2. Infanterietruppendivision in Jaroslau an. Am 1. November 1905 stieg er zum Feldmarschallleutnant auf, welcher Rang mit dem Titel Seine Exzellenz verbunden war. Als 1908 zum Jubiläum der sechzigjährigen Regierung Kaiser Franz Josef der deutsche Kaiser Wilhelm II. nach Wien kam, befehligte Sprecher die zu seiner Ankunft ausgerückten Truppen. Im Mai 1910 brachte ihm die Ernennung zum Kommandierenden General des V. Armeekorps in Pressburg (Pozsony). Am 1. November 1910 erfolgte die Beförderung zum General der Infanterie und die Ernennung zum Geheimrat.
„Ich habe einen guten Kampf gekämpfet“

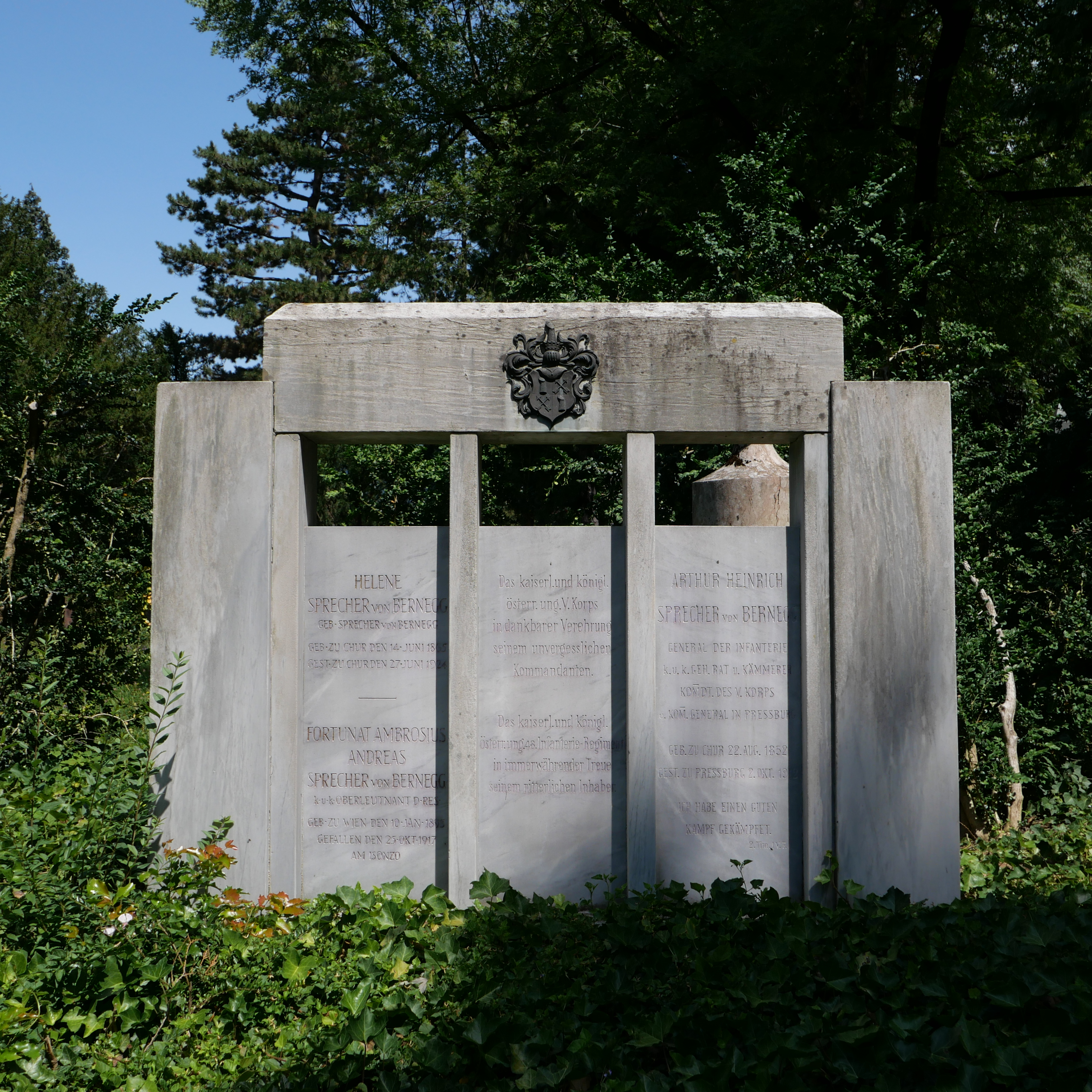
Das Grab von Sprecher von Bernegg, seiner Frau und ihrem Sohn. Neben Dankeswidmungen seiner Untergebenen trägt das Epitaph eine Inschrift mit einem Zitat aus dem 2. Brief des Paulus an Timotheus (4:7): „Ich habe einen guten Kampf gekämpfet“

In Anerkennung seiner Verdienste wurde ihm 1911 die Inhaberschaft des 48. Infanterieregimentes verliehen. Schon bei Antritt seines Postens in Pressburg wurden Befürchtungen über seine schwache Gesundheit laut. Schwere Ohnmachtsanfälle, kündigten das nahe Ende an, Kuren in Marienbad und in Bad Sulz brachten nur zwischenzeitlich Besserung. Ohne Zeichen von Schwäche konnte er im September 1912 an anstrengenden Manövern in Ragusa teilnehmen, wo ihm auf Grund der Führung seines Korps vom Armeeinspektor General der Infanterie Erzherzog Friedrich besondere Anerkennung zuteilwurde. Am 2. Oktober 1912 erlitt er bei einem abendlichen Spaziergang einen Herzschlag, in dessen Folge nach wenigen Stunden ein sanfter Tod eintrat.
Am 4. Oktober fand in Pressburg eine Trauerfeier statt, unter militärischen Geleit ungarischer Landwehr (Honved) unter Feldmarschall-Leutnant von Tersztyansky wurde sein Sarg zum Bahnhof gebracht. Am 6. Oktober traf der Sarg, begleitet vom ältesten Sohn und dem persönlichen Adjutanten, Oberleutnant Seutter von Lötzen, in Chur ein, am 7. Oktober 1912 drei Uhr nachmittags, erfolgte die Beisetzung auf dem Friedhof Daleu.

## Familie
Am 3. Oktober 1885 vermählte sich Sprecher in Chur mit einer entfernten Verwandten Helene (1865–1924), der jüngsten Tochter des Bürgermeisters Fortunat Ambrosius Sprecher von Bernegg und dessen Gattin Amalia, geborenen von Marchion. Der älteste Sohn Fortunat Ambrosius Andreas (1893–1917), der bei der bosnischen der Gebirgsartillerie in Trebinje seinen Einjährig-Freiwilligen-Jahr absolvierte, fand bereits mit vierundzwanzig Jahren während des Ersten Weltkrieges in der Durchbruchsschlacht bei Flitsch-Tolmein den Tod.